# تفنگ‌های دیابلو
تفنگ‌های دیابلو (به انگلیسی: Guns of Diablo) یک فیلم وسترن آمریکایی محصول سال ۱۹۶۵ میلادی به کارگردانی بوریس ساگال با بازی چارلز برانسون، سوزان اولیور و کرت راسل می‌باشند.